# Surava
Surava ⓘ ist ein Dorf im Schweizer Kanton Graubünden, das zur Gemeinde Albula/Alvra, Region Albula, gehört.
Bis am 31. Dezember 2014 war Surava eine eigenständige politische Gemeinde im Kreis Belfort im Bezirk Albula. Am 1. Januar 2015 fusionierte sie mit den damaligen Gemeinden Alvaneu, Alvaschein, Brienz/Brinzauls, Mon, Stierva und Tiefencastel zur neuen Gemeinde Albula/Alvra.

## Geschichte

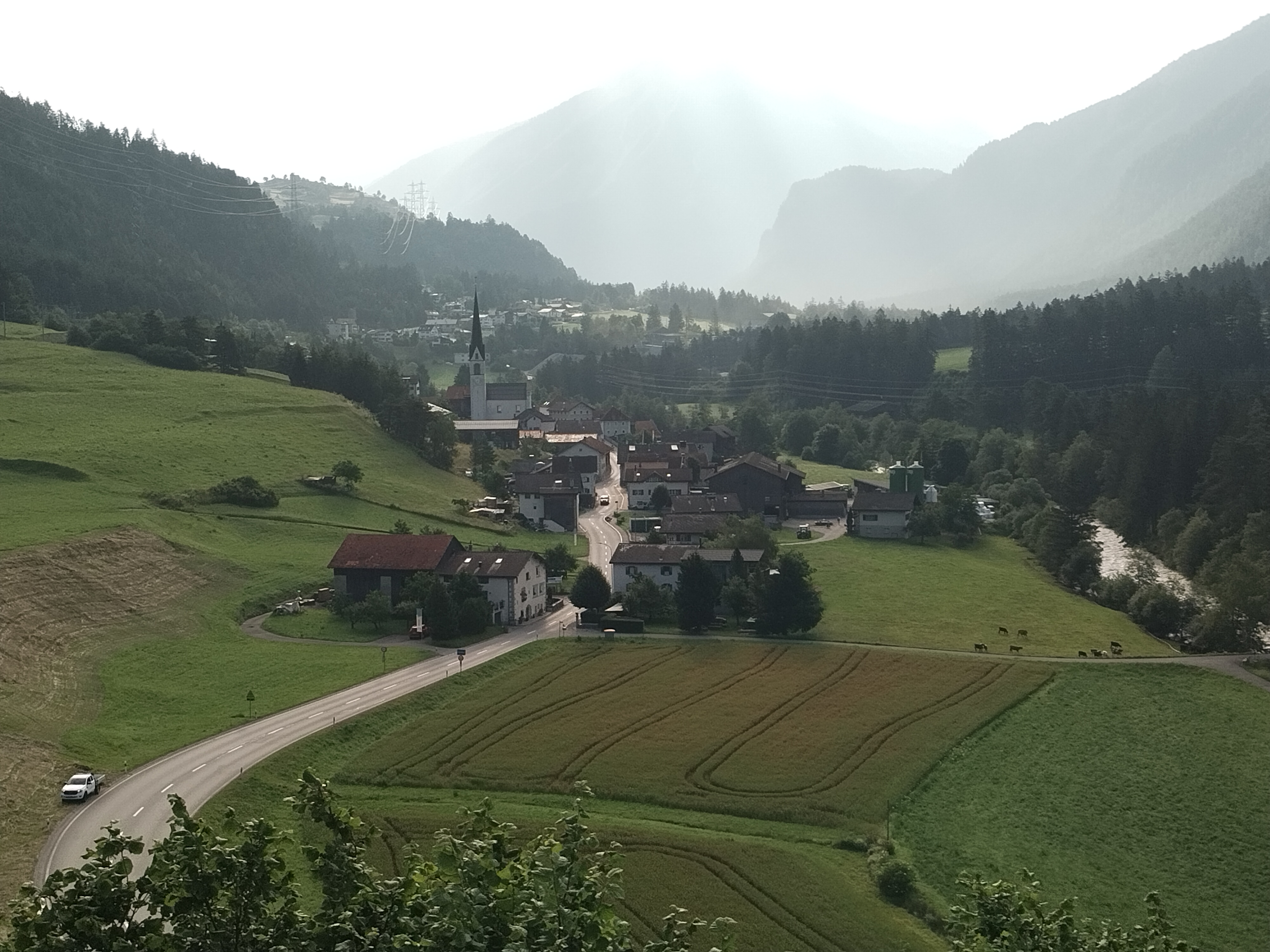
Von der Albulabahn aus gesehen

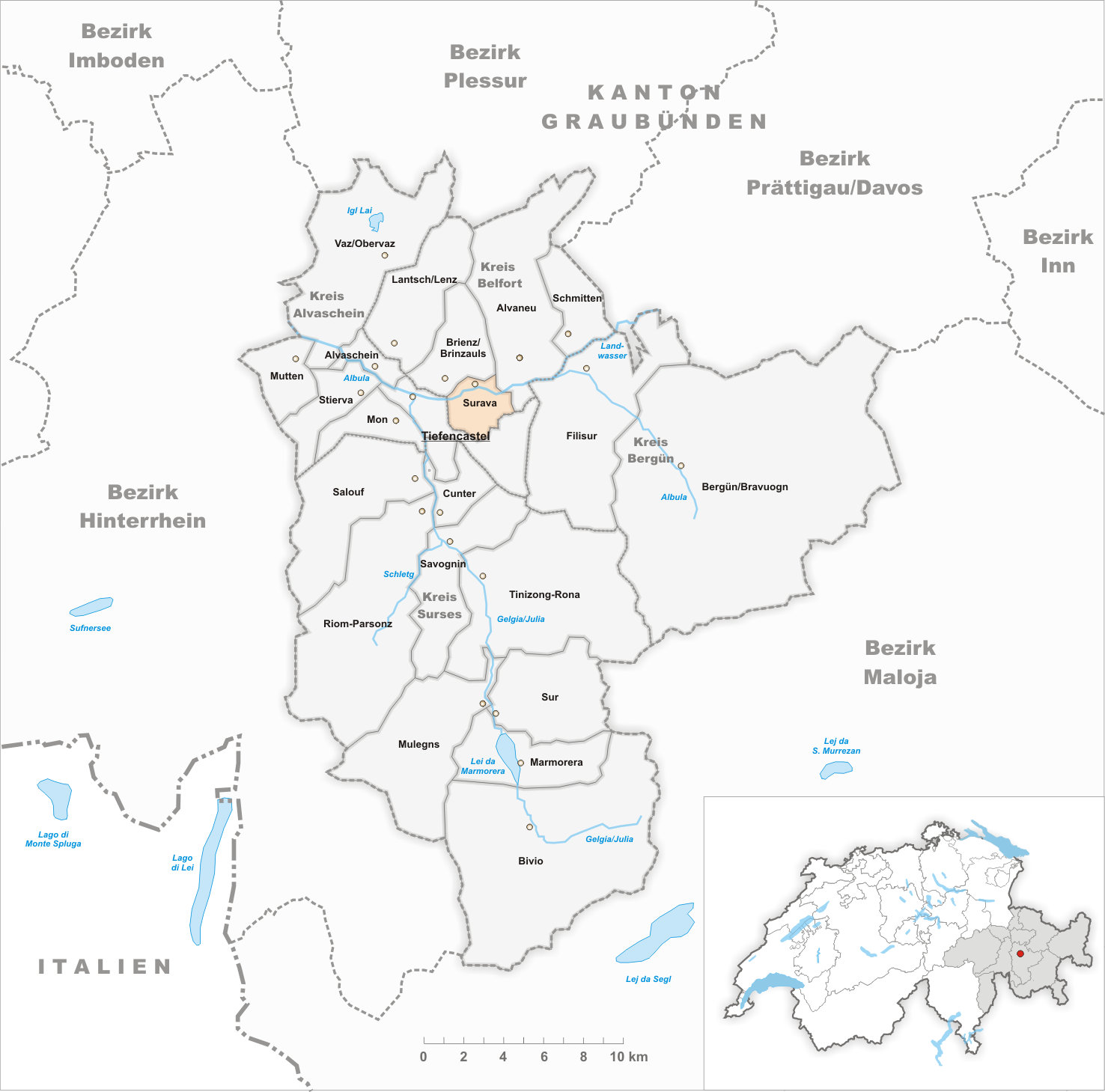
Gemeindestand vor der Fusion am 1. Januar 2015

Surava mit Muttner Horn. Historisches Luftbild von Werner Friedli (1954)

Surava ist eine nach dem 10. Jahrhundert entstandene romanische Ausbausiedlung. Auf dem Territorium von Belfort gelegen, teilte sie das Schicksal dieser Herrschaft. Seit 1725 bildet es eine eigene katholische Pfarrei, zuvor hatte es kirchlich zu Brienz gehört.
Im Jahre 1869 gab die politische Gemeinde Surava ihre Eigenständigkeit vorübergehend auf und fusionierte mit dem benachbarten Brienz zur Gemeinde Brienz-Surava. Bereits 1883, nach nur 14 Jahren, trennten sich die Fusionspartner wieder. Brienz/Brinzauls und Surava existierten bis am 31. Dezember 2014 wieder als eigenständige politische Gemeinden. Surava ist heute mit rund 200 Einwohnern fast doppelt so gross wie Brienz/Brinzauls mit nur 104 Einwohnern.

## Wappen
| Wappen von Surava | Blasonierung: «Geteilt von Silber (Weiss) mit einem blauen, von einer silbernen Lanze durchbohrten Drachen, und von Rot mit silbernem Flussband»                                                                                                  |
| Wappen von Surava | Die Anordnung der Wappenfiguren verdeutlicht den Namen der ehemaligen Gemeinde: Über dem Wasser der Albula der Drache als Attribut des heiligen Georg (Heiliger), des örtlichen Kirchenpatrons. Die Wappenfarben entstammen dem Wappen der Vazer. |

## Bevölkerung
| Bevölkerungsentwicklung | Bevölkerungsentwicklung | Bevölkerungsentwicklung | Bevölkerungsentwicklung | Bevölkerungsentwicklung | Bevölkerungsentwicklung | Bevölkerungsentwicklung | Bevölkerungsentwicklung |
| ----------------------- | ----------------------- | ----------------------- | ----------------------- | ----------------------- | ----------------------- | ----------------------- | ----------------------- |
| Jahr                    | 1725                    | 1850                    | 1900                    | 1950                    | 2000                    | 2005                    | 2014                    |
| Einwohner               | 89                      | 159                     | 148                     | 203                     | 250                     | 188                     | 203                     |

### Sprachen
Die traditionelle Sprache der Einwohnerschaft ist Surmeirisch, eine lokale Mundart des Romanischen. 1888 waren noch 82 % der Einwohner romanischsprachig. Doch bis 1910 war dieser Wert auf 64 % gesunken. Danach stabilisierte sich die Sprachsituation bis 1941 (59 %) einigermassen. Seither verliert das Romanische stetig an Bedeutung. Während es 1970 noch ein Patt mit 91 Deutsch- und 90 Romanischsprachigen gab, hat die deutsche Sprache heute ein klares Übergewicht erlangt. Die folgende Tabelle zeigt die Entwicklung in den letzten Jahrzehnten:
| Sprachen in Surava |                   |                   |                   |                   |                   |                   |
| Sprachen           | Volkszählung 1980 | Volkszählung 1980 | Volkszählung 1990 | Volkszählung 1990 | Volkszählung 2000 | Volkszählung 2000 |
| Sprachen           | Anzahl            | Anteil            | Anzahl            | Anteil            | Anzahl            | Anteil            |
| Deutsch            | 116               | 60,42 %           | 161               | 76,67 %           | 196               | 78,40 %           |
| Rätoromanisch      | 66                | 34,38 %           | 45                | 21,43 %           | 27                | 10,80 %           |
| Italienisch        | 10                | 5,21 %            | 2                 | 0,95 %            | 4                 | 1,60 %            |
| Einwohner          | 192               | 100 %             | 210               | 100 %             | 250               | 100 %             |

### Herkunft und Nationalität
Von den 200 Einwohnern Ende 2005 waren 188 (= 94 %) Schweizer Staatsangehörige.

## Wirtschaft
Durch die Wasserkraft des Mulognbaches entwickelte sich Surava ehemals zum kleinen Industriestandort mit einer Zwiebackfabrik, einer Schmiede, einer Töpferei, einer Zündholzfabrik, einer Mühle und einer Färberei. Auch wurde hier die Glaswolle erfunden und patentiert. Ideenreiche Suravner/Suraver haben hier auch den Bau der ersten Schweizer Skatereisbahn realisiert.

## Sehenswürdigkeiten

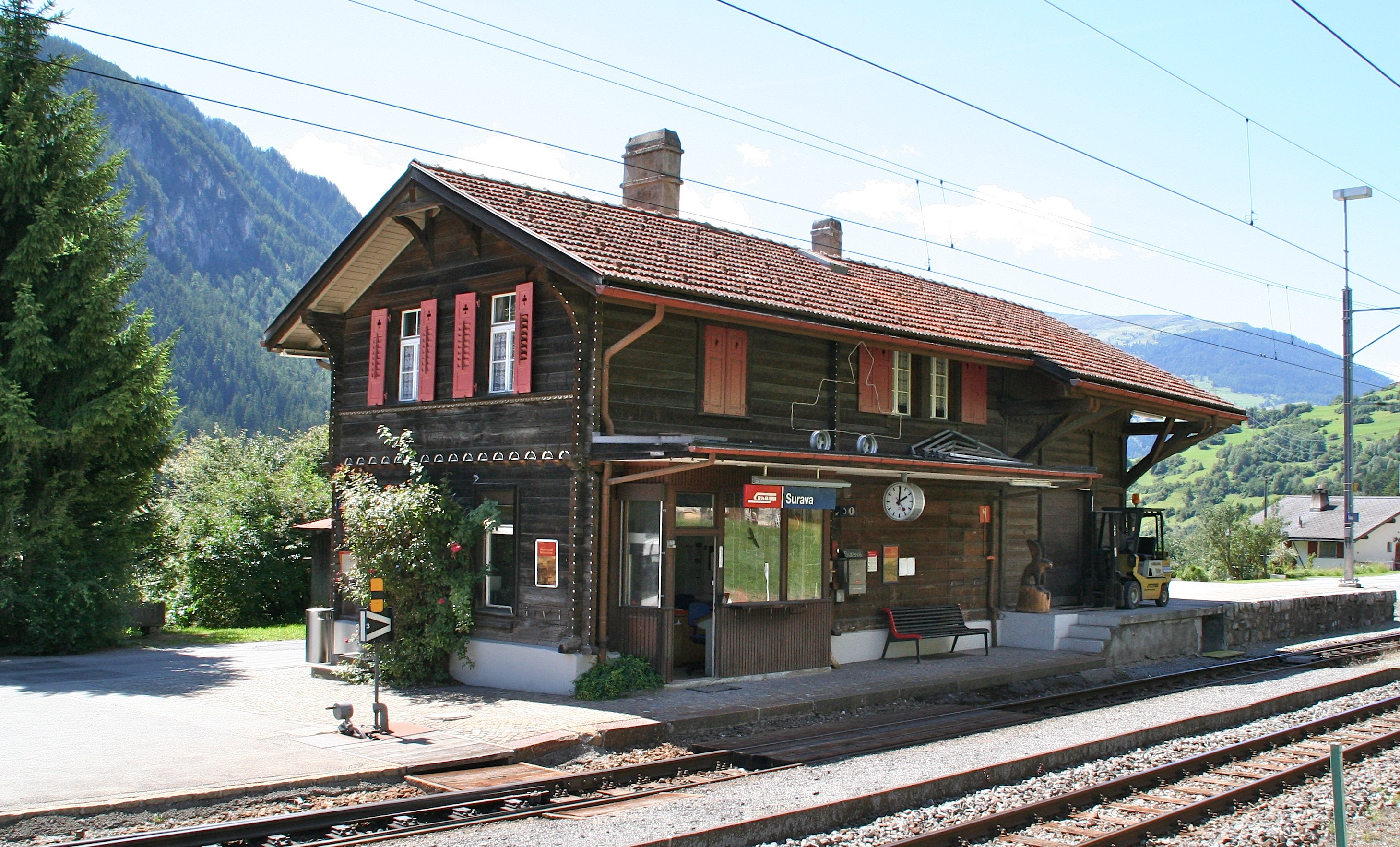
Bahnhof Surava

- Katholische Kirche Son Gieri (St. Georg) von 1611. Über dem Kirchenportal wurde das Wappen des Drachentöters angebracht. Die Seitenaltäre stammen  aus dem Jahr 1662.
- Crap Furo, die geometrische Mitte des Kantons Graubündens. Dieser Felsturm aus weichem Kalkstein von 100 m Höhe im Süden von Surava weist mit seiner imposanten Erscheinung auf die Spitze des 3159 m hohen Piz Mitgel hin.
- Das von 1903 beinahe originalerhaltene Stationsgebäude des Bahnhofs Surava wurde 2004 zum schönsten Bahnhof Europas gewählt.

## Skateline
Seit 2002 besitzt das Dorf die erste Skateline der Schweiz, eine Eisbahn, die mit leichter Neigung von Alvaneu Bad aus nach Surava ins Tal führt. Die Skateline ist drei Kilometer lang, zwischen 1,50 und 2,50 Meter breit und überwindet eine Höhe von 40 Metern. Sie führt durch einen Wald der Albula entlang, hat etliche Kurven und teilweise etwas Gefälle, wodurch das Schlittschuhlaufen leicht fällt. Die Bahn ist im Sommer ein Wanderweg, der im Winter mit dem Wasser der Albula gespritzt wird. Da der betreffende Talabschnitt im Winter meist im Schatten liegt, ist die Temperatur dementsprechend tief. Ein Shuttlebus führt vom Ziel zurück an den Start in Alvaneu Bad.

## Persönlichkeiten
Peter Surava, geboren als Hans Werner Hirsch, war ein Schweizer Journalist und Schriftsteller. Im Frühsommer 1995 wurde Peter Hirsch-Surava zum Ehrenbürger der Gemeinde Surava ernannt.